# Ernie Banks
Ernest "Ernie" Banks (Dallas, 31 de janeiro de 1931 – Chicago, 23 de janeiro de 2015), apelidado de "Mr. Cub" e "Mr. Sunshine", foi um jogador americano profissional de beisebol. Ele fez sua fama na Major League Baseball (MLB) na posição de shortstop e primeira-base por 19 temporadas, de 1953 a 1971, jogando pelo Chicago Cubs. Ele foi eleito para o Jogo das Estrelas pela National League (NL) cerca de 11 vezes, participando de 14 edições do All-Star Game no total. Banks é citado como um dos melhores jogadores da história da MLB.
Nascido e criado em Dallas, Texas, no sul dos Estados Unidos, Ernie entrou na Negro League Baseball em 1950, jogando pelo Kansas City Monarchs. Ele então serviu por dois anos nas forças armadas e depois retornou para os Monarchs antes de começar sua carrera nas Major Leagues em setembro de 1953. Ele fez sua primeira participação no Jogo das Estrelas (All-Star Game) em 1955. Banks também foi eleito duas vezes como o Jogador Mais Valioso (MLB) da liga, em 1958 e 1959. Ele ganhou um prêmio Luva de Ouro como o melhor shortstop do ano em 1960.
Em 1961 ele foi movido para a primeira base. O dono dos Cubs, Leo Durocher, começou a ficar frustrado com o desempenho do jogador, afirmando que ele já não rebatia como antes. Leo, contudo, não dispensou Ernie já que ele era muito popular com os fãs do time. Banks foi um jogador-treinador de 1967 a 1971. Em 1970, ele rebateu seu 500º home run. Em 1972, após sua aposentadoria, ele se juntou a equipe técnica da equipe.
Ernie permaneceu ativo na comunidade de Chicago após ter deixado os Cubs. Ele fundou uma organização de caridade, se tornou um vendedor da Ford Motor Company (o primeiro negro a exercer esta função nos Estados Unidos) e também tentou se candidatar a um cargo público, pelo Partido Republicano, mas não conseguiu se eleger. Em 1977 ele foi eleito para o National Baseball Hall of Fame. Em 1999, ele foi nomeado para o Time do Século da Major League Baseball. Em 2013, ele recebeu das mãos do presidente Barack Obama a Medalha Presidencial da Liberdade por sua contribuição para o esporte. Ele viveu os últimos anos de sua vida em Los Angeles, falecendo em janeiro de 2015 devido a um ataque cardíaco.